# Christian Schiørring
Christen Christian Frederik Schiørring (10. februar 1837 i Aarhus – 20. december 1893 i København) var en dansk violinist og kgl. kapelmusikus, far til Johannes Schiørring og Henry Schiørring.

## Karriere
Han var søn af musiker Christian Christiansen Schiørring (1806-1877) og Dorothea Cathrine Jensdatter født Ustrup (1801-1874). Først undervist af faderen på violin kom han i sit fjortende år til København, hvor den dygtige kapelmusikus Hans Henrik Koch varmt tog sig af drengen. Allerede i december 1858 fik han ansættelse i Det Kongelige Kapel som violinist, afløste 1870 Fritz Schram som solospiller og virkede som sådan til sin død, 20. december 1893. Udmærket som kammermusikfortolker ved sit klare og rolige foredrag var han selvskrevet medlem af Neruda-Kvartetten, da den blev stiftet, alternerede med Valdemar Tofte som primarius, men forstod tillige som ægte kunstner at underordne sig og overtog efterhånden den for sammenspillet ikke mindre vigtige plads som 2. violin. Sammen med Franz Neruda spillede han ofte trioer med Dronning Louise og udnævntes 1869 til kongelig kammermusikus. 1879 blev han Ridder af Dannebrog. Elskværdig som menneske og dygtig som lærer var han meget søgt; 1884 blev han violinlærer ved Blindeinstituttet og rejste med offentlig understøttelse 1889 og 1891 i udlandet for at undersøge forholdene på fremmede blindeinstitutter. Han udgav en del kompositioner for sit instrument, mest beregnede for elever, men velklingende og praktiske.

## Ægteskaber
Schiørring blev gift første gang 30. maj 1862 i Helligåndskirken med Amalie Johanne Erichsen ((21. februar 1838 i Holbæk - 24. januar 1869 i København), datter af skorstensfejermester Niels Erichsen (1801-1862) og Ane Bolette Sophie født Mathiesen (ca. 1811-1875). Han blev gift anden gang 10. oktober 1874 i Hamborg med Emma Maria Scholefield (27. maj 1851 i Hamborg - 25. august 1929 i København), datter af Michael Henry Scholefield (1818-1884), købmand i Hamborg, og Emma Maria født Völchers (1825-1911).
Han er begravet på Holmens Kirkegård.

## Gengivelser
- Afbildet på maleri fra Det Kongelige Teater af Albert Rüdinger 1867 (Det Kongelige Teater)
- Xylografi 1883 efter foto
- Afbildet på satiren "Maleri i Koncertsalen" i Oldfux 1887
- Fotografier af Peter Fristrup og F.C.C. Mottlau (Det Kongelige Bibliotek)